# Торстен Гютшов
Торстен Єнс Гю́тшов (нім. Torsten Jens Gütschow ; 28 липня 1962, Герліц, НДР) — німецький футболіст і футбольний тренер. Найкращий бомбардир трьох останніх розіграшів чемпіонату НДР, останній футболіст, нагороджений званням найкращого гравця року в НДР.

## Клубна кар'єра
Торстен Гютшов грав за юнацьку команду «Трактор» (Цодель) з 1968 року, потім — за «Динамо» з Ґерліца. У віці 14 років Гютшов перейшов у дрезденське «Динамо», у молодіжній команді якого провів 4 роки. На сезон 1980/81 Торстен Гютшов також був включений у заявку молодіжної команди, але в ході сезону став з'являтися на полі та в основному складі, в результаті взяв участь у 14 матчах та забив 3 голи. Поступово Гютшов закріпився в команді, почали виявлятися і його бомбардирські здібності: у сезоні 1984/85 Торстен став найкращим снайпером дрезденського клубу з 17 м'ячами. На той момент Торстен Гютшов вже тричі вигравав з «Динамо» Кубок НДР.
Наступні два роки були затьмарені для Гютшова серйозною травмою — так, за два сезони (1985/86 та 1986/87) він відіграв лише 11 матчів. Однак, він зумів знову набрати форму і повернутися у великий футбол, склавши потужний атакувальний дует з Ульфом Кірстеном. Дуже успішним для Торстена Гютшова та його команди видався сезон 1988/89: динамівці Дрездена через 11 років після попередньої перемоги виграли чемпіонат НДР, а Гютшов вперше став найкращим бомбардиром першості. У розіграші Кубка УЄФА «Динамо» в 1/8 фіналу пройшло італійську «Рому», забивши в кожному матчі по два м'ячі, невідповідних, причому в обох випадках рахунок відкривав Гютшов. На стадії чвертьфіналу дрезденський клуб обіграв румунську «Вікторію»: перший матч завершився внічию, а у матчі-відповіді «Динамо» перемогло 4:0, Торстен Гютшов відзначився дублем. Попри поразку в півфіналі від західнонімецького «Штутгарта», Гютшов став найкращим бомбардиром турніру з 7 м'ячами.
Наступний сезон ознаменувався перемогами й в чемпіонаті, і в Кубку, а Гютшов знову став найкращим бомбардиром. Лише єврокубкова кампанія динамівців виявилася невдалою, завершившись уже в першому раунді КЕЧ 1989/90 програшем за сумою двох матчів грецькому чемпіону АЕКу. В останньому розіграші чемпіонату НДР «Динамо» посіло друге місце і здобуло путівку до Бундесліги. Торстен Гютшов знову став найкращим бомбардиром сезону, а також був визнаний найкращим футболістом року в НДР, ставши останнім володарем цього титулу. У Кубку європейських чемпіонів 1990/91 обидва матчі зі шведським «Мальме» завершилися з рахунком 1:1, обидва динамівські м'ячі забив Гютшов. Післяматчеві пенальті все ж таки принесли перемогу «Динамо» — 7:6. Суперником дрезденців на чвертьфінальній стадії стала «Црвена Зірка». На той момент КЕЧ став для «Динамо» тягарем, оскільки клуб боровся за потрапляння до Бундесліги — про це, зокрема, прямо заявив напередодні першого матчу головний тренер «Динамо» Райнхард Хефнер. Югославська команда підтвердила статус фаворита, вигравши 3:0 у Белграді та 2:1 у Дрездені, хоча Гютшов і відкрив рахунок з пенальті. Зустріч у відповідь через заворушення на трибунах була перервана на 78-й хвилині, «Динамо» зарахували технічну поразку 0:3 і на два роки відлучили від єврокубків. Усього в тому розіграші Торстен Гютшов забив у ворота суперників 5 м'ячів у 6 матчах.
Перший сезон у Бундеслізі «Динамо» завершило на 14-му місці, а Торстен з 10 м'ячами став найкращим снайпером команди. У сезоні 1992/93 Гютшов відіграв всього 8 матчів і в грудні перейшов у турецький «Галатасарай», який тоді очолював німецький тренер Карл-Гайнц Фельдкамп, крім Гютшова за цей клуб тоді грали німці Фалько Гьотц і Райнхард Штумпф. Торстен взяв участь у 15 матчах ліги, в яких забив 10 м'ячів, став чемпіоном та володарем Кубка Туреччини, але, всупереч цьому, розірвав контракт, розрахований ще на один сезон і повернувся до Німеччини. Його повернення не можна назвати успішним — зігравши за «Карл Цейсс» 9 матчів у другій Бундеслізі він жодного разу не забив. Залишивши Єну, Торстен Гютшов відіграв ще два сезони в клубах другої Бундесліги — «Ганновері 96» та «Хемніцері>». Цей період став для Гютшова вдалим — він забив 16 і 15 м'ячів у кожному сезоні, але останній закінчився вильотом «Хемніцера».
Влітку 1996 Торстен Гютшов повернувся в дрезденське «Динамо», яке на той момент грало в північно-східній зоні Регіональної ліги. Рідній команді він віддав ще три роки, перш ніж завершити виступи в 1999. Усього за «Динамо» (Дрезден) Торстен Гютшов провів 329 матчів у чемпіонатах НДР та Німеччини, забив 149 м'ячів. Лише два футболісти зіграли більше — Ханс-Юрген Дернер та Райнгард Гефнер.

## Виступи за збірні
Торстен Гютшов почав залучатися до юнацької збірної НДР у 1979 році, зіграв за неї 4 матчі, забив 3 голи. З 1981 по 1983 він виступав за молодіжну збірну, у складі якої провів 16 матчів і відзначився 4 рази.
У першій збірній НДР Гютшов дебютував 16 лютого 1984, в товариській грі зі збірною командою Греції в Афінах. Гості перемогли з рахунком 3:1, третій гол — на рахунку Гютшова. 12 вересня того ж року східні німці знову зустрічалися з Грецією, цього разу у Цвікау. Матч завершився мінімальною перемогою збірної НДР, єдиний м'яч провів Торстен Гютшов. Третього матчу за збірну Гютшову довелося чекати 4 з половиною роки, 22 березня 1989 він вийшов на заміну після першого тайму в товариському матчі проти збірної Фінляндії. Ця гра стала для Гютшова останньою за збірну.
Таким чином, всього у складі збірної НДР Торстен Гютшов провів 3 товариські матчі, в яких забив 2 м'ячі.

## Кар'єра тренера
Як тренер Торстен Гютшов працював з резервістами «Бохума», а з липня 2003 по кінець січня 2004 був головним тренером клубу «Обернойланд». У 2006 році він був призначений головним тренером «Хеслінгена», у першому ж сезоні вивів клуб в Оберлігу і працював з ним до розформування. У 2014 році чотири місяці очолював «Нойштрелиц». Робота з «Будіссою» закінчилася невдачею — клуб вилетів із Регіональної ліги.

## Особисте життя
Гютшов одружений і є батьком двійні. Його сім'я живе в Цефені і активно займається роликовим катанням та фігурним катанням. У нього також є донька від першого шлюбу. Він все ще грає у футбол за традиційну команду «Динамо» (Дрезден), за збірну Сходу та іноді за команду Уве-Зеелера.

## Співпраця зі Штазі
Гютшов був неофіційним співробітником (IM) Дрезденського районного управління державної безпеки НДР під кодовим ім'ям «Шретер». У процесі роботи він шпигував за близько 60 гравцями дрезденського «Динамо» у 1981—1989 роках, зокрема за Маттіасом Заммером, а також Ульфом Кірстеном, офіційними особами та тренерами. Причиною своєї співпраці Гютшов назвав шантаж. У віці 17 років він був поставлений перед вибором: кинути футбол і розлучитися зі своєю дівчиною, батьки якої подали заяву на виїзд з країни, або ж бути мобілізованим у Національну народну армію, або ж стати неофіційним працівником.

## Титули і досягнення

### Командні
«Динамо» (Дрезден)
- Чемпіон НДР (2): 1988/89, 1989/90
- Володар Кубка НДР (4): 1981/82, 1983/84, 1984/85, 1989/90

«Галатасарай»
- Чемпіон Туреччини: 1992/93
- Володар Кубка Туреччини: 1992/93

### Особисті
- Футболіст року у НДР : 1991
- Найкращий бомбардир чемпіонату НДР (3): 1988/89, 1989/90, 1990/91
- Найкращий бомбардир Кубка УЄФА: 1988/89
- Найкращий бомбардир в історії дрезденського «Динамо»: 189 голів

## Статистика виступів
| Клуб                  | Сезон             | Лига | Лига | Кубки | Кубки | Еврокубки | Еврокубки | Прочие | Прочие | Итого | Итого |
| Клуб                  | Сезон             | Игры | Голы | Игры  | Голы  | Игры      | Голы      | Игры   | Голы   | Игры  | Голы  |
| --------------------- | ----------------- | ---- | ---- | ----- | ----- | --------- | --------- | ------ | ------ | ----- | ----- |
| Динамо (Дрезден)      | 1980/81           | 14   | 3    | 0     | 0     | 0         | 0         | 0      | 0      | 14    | 3     |
| Динамо (Дрезден)      | 1981/82           | 15   | 4    | 5     | 2     | 3         | 0         | 0      | 0      | 23    | 6     |
| Динамо (Дрезден)      | 1982/83           | 25   | 9    | 4     | 1     | 2         | 0         | 0      | 0      | 31    | 10    |
| Динамо (Дрезден)      | 1983/84           | 20   | 7    | 3     | 2     | 0         | 0         | 0      | 0      | 23    | 9     |
| Динамо (Дрезден)      | 1984/85           | 26   | 17   | 8     | 3     | 6         | 1         | 0      | 0      | 40    | 21    |
| Динамо (Дрезден)      | 1985/86           | 9    | 0    | 3     | 0     | 2         | 0         | 0      | 0      | 14    | 0     |
| Динамо (Дрезден)      | 1986/87           | 2    | 0    | 1     | 0     | 0         | 0         | 0      | 0      | 3     | 0     |
| Динамо (Дрезден)      | 1987/88           | 20   | 9    | 4     | 2     | 2         | 0         | 0      | 0      | 26    | 11    |
| Динамо (Дрезден)      | 1988/89           | 26   | 17   | 3     | 2     | 9         | 7         | 0      | 0      | 38    | 26    |
| Динамо (Дрезден)      | 1989/90           | 25   | 18   | 6     | 10    | 1         | 1         | 1      | 0      | 33    | 29    |
| Динамо (Дрезден)      | 1990/91           | 26   | 20   | 3     | 1     | 6         | 5         | 0      | 0      | 35    | 26    |
| Динамо (Дрезден)      | 1991/92           | 31   | 10   | 3     | 1     | 0         | 0         | 0      | 0      | 34    | 11    |
| Динамо (Дрезден)      | 1992/93           | 8    | 2    | 0     | 0     | 0         | 0         | 0      | 0      | 8     | 2     |
| Динамо (Дрезден)      | Итого             | 247  | 116  | 43    | 24    | 31        | 14        | 1      | 0      | 322   | 154   |
| Динамо II (фарм-клуб) | 1985/86           | 2    | 4    | -     | -     | -         | -         | 0      | 0      | 2     | 4     |
| Динамо II (фарм-клуб) | 1986/87           | 7    | 1    | -     | -     | -         | -         | 0      | 0      | 7     | 1     |
| Динамо II (фарм-клуб) | 1987/88           | 5    | 10   | -     | -     | -         | -         | 0      | 0      | 5     | 10    |
| Динамо II (фарм-клуб) | Итого             | 14   | 15   | 0     | 0     | 0         | 0         | 0      | 0      | 14    | 15    |
| Галатасарай           | 1992/93           | 15   | 10   | 4     | 2     | 0         | 0         | 0      | 0      | 19    | 12    |
| Галатасарай           | Итого             | 15   | 10   | 4     | 2     | 0         | 0         | 0      | 0      | 19    | 12    |
| Карл Цейсс            | 1993/94           | 9    | 0    | 2     | 0     | -         | -         | 0      | 0      | 11    | 0     |
| Карл Цейсс            | Итого             | 9    | 0    | 2     | 0     | 0         | 0         | 0      | 0      | 11    | 0     |
| Ганновер 96           | 1994/95           | 33   | 16   | 2     | 1     | -         | -         | 0      | 0      | 35    | 17    |
| Ганновер 96           | Итого             | 33   | 16   | 2     | 1     | 0         | 0         | 0      | 0      | 35    | 17    |
| Кемницер              | 1995/96           | 34   | 15   | 2     | 2     | -         | -         | 0      | 0      | 36    | 17    |
| Кемницер              | Итого             | 34   | 15   | 2     | 2     | 0         | 0         | 0      | 0      | 36    | 17    |
| Динамо (Дрезден)      | 1996/97           | 30   | 12   | 0     | 0     | -         | -         | 0      | 0      | 30    | 12    |
| Динамо (Дрезден)      | 1997/98           | 32   | 16   | 0     | 0     | -         | -         | 4      | 2      | 36    | 18    |
| Динамо (Дрезден)      | 1998/99           | 20   | 5    | 0     | 0     | -         | -         | 3      | 0      | 23    | 5     |
| Динамо (Дрезден)      | Итого             | 82   | 33   | 0     | 0     | 0         | 0         | 7      | 2      | 89    | 35    |
| Всего за «Динамо»     | Всего за «Динамо» | 329  | 149  | 43    | 24    | 31        | 14        | 8      | 2      | 411   | 189   |
| Всего за карьеру      | Всего за карьеру  | 434  | 205  | 53    | 29    | 31        | 14        | 8      | 2      | 526   | 250   |